# 少年宮本武蔵 わんぱく二刀流
『少年宮本武蔵 わんぱく二刀流』（しょうねんみやもとむさし わんぱくにとうりゅう）は、1982年10月6日に単発で放映された、日本のテレビアニメ。『日生ファミリースペシャル』の一本として放送された。
柴田錬三郎の時代小説『決闘者宮本武蔵・少年篇』を原作として、宮本武蔵の少年時代を描いた作品である。

## 放送時間
- 水曜19:30 - 20:54（JST）
  - 19:30の『うる星やつら』と20:00の『銭形平次』（二代目大川橋蔵主演版）は、双方とも休止。

## 声の出演
- 宮本武蔵 - 金田賢一、藤田淑子（幼年時代）
- お通 - 松本伊代
- お加代（幼年時代） - 潘恵子
- 平田無仁斎 - 加藤精三
- 沢庵和尚 - 宮内幸平
- 別所内蔵助 - 青野武
- 別所左門 - 富山敬 、間嶋里美（幼年時代）
- 秋山九十郎 - 田中崇
- 青木城左衛門 - 寺田誠
- 青木城之助 - 山田栄子
- 吉岡拳法 - 佐藤正治
- 検分役 - 北川米彦
- 村長 - 北村弘一
- ナレーター - 芥川隆行
- 協力 - 青二プロダクション

## スタッフ
- 製作 - 今田智憲
- 企画 - 栗山富郎、小湊洋市、久保田栄一
- 企画コーディネーター - 大橋益之助
- 原作 - 柴田錬三郎
- 脚本 - 野波静雄
- 音楽 - 横山菁児
- 撮影 - 白井久男
- 制作担当 – 横井三郎
- 編集- 花井正明
- キャラクター原案 - 服部かずみ
- キャラクター設定 - 我妻宏
- 原画 - 山口泰弘、平山智 ほか
- 美術 - 秦秀信
- 作画監督 - 服部かずみ、我妻宏
- 演出 – 芹川有吾
- 制作 - 東映（東映動画)、フジテレビ

| フジテレビ系 日生ファミリースペシャル | フジテレビ系 日生ファミリースペシャル | フジテレビ系 日生ファミリースペシャル |
| 前番組                                | 番組名                                | 次番組                                |
| ------------------------------------- | ------------------------------------- | ------------------------------------- |
| 十五少年漂流記                        | 少年宮本武蔵 わんぱく二刀流           | 吾輩は犬である ドン松五郎の生活       |